# كازوهيتو واتانابي
كازوهيتو واتانابي (باليابانية: 渡邊 一仁) (1 سبتمبر 1986 في ماتسوياما في اليابان – )؛ هو لاعب كرة قدم ياباني سابق كان يلعب كلاعب وسط.

## وصلات خارجية
- كازوهيتو واتانابي على موقع رابطة كرة القدم اليابانية للمحترفين (اليابانية)
- كازوهيتو واتانابي على موقع قاعدة بيانات كرة القدم.إي يو (الإنجليزية)
- كازوهيتو واتانابي على موقع Soccerway.com (الإنجليزية)
- كازوهيتو واتانابي على موقع عالم كرة القدم.نت (الإنجليزية)